# 馬曉天
馬曉天（ば ぎょうてん、簡体字：马晓天、英語：Ma Xiaotian、マー・シャオティエン、1949年8月 - ）は、中華人民共和国の軍人。第18期党中央委員会委員、党中央軍事委員会委員、国家中央軍事委員会委員、中国人民解放軍空軍司令員。階級は空軍上将。

## 経歴
1949年8月に河南省鞏義市に誕生する。父は馬載尭・岳父が張少華中将である。1965年7月に中国人民解放軍に入隊し、空軍部隊を中心に経歴を重ねる。1969年7月に中国共産党に入党した。
1972年1月に空軍航空兵24師団72連隊に所属し、1983年5月に空軍航空兵副師団長に任命され、1988年に空軍上校に昇格した。1993年5月より国防大学に勤務し、1994年4月に空軍10軍参謀長に任命された。1995年12月に空軍少将に昇格し、1997年3月に空軍副参謀長となる。1998年8月に広州軍区空軍参謀長。1999年6月に蘭州軍区副司令員兼ならびに軍区空軍司令員となり、2000年7月に空軍中将に昇格した。2001年1月に南京軍区副司令員ならびに軍区空軍司令員に任命され、2002年11月14日の第16回党大会において党中央委員に選出された。2003年7月に空軍副司令員。2006年8月に国防大学校長。2007年9月に人民解放軍副総参謀長となった。同年10月21日には第17回党大会において党中央委員に選出され、2008年6月より対台湾工作指導小組メンバーを兼任する。2009年6月28日に空軍上将に昇格した。
国際会議にも頻繁に出席し、「軍の外相」の異名を持つ事が報じられた。また、北朝鮮の核実験に反対を表明した事がある。
2012年10月に空軍司令員に任命され、同年11月の第18期党大会において党中央委員会委員、党中央軍事委員会委員に選出された。2013年3月15日に第12期全国人民代表大会第1回会議において、国家中央軍事委員会委員に選出された。2017年9月まで務め、2018年3月に退役した。

## 先代・次代
| 先代許其亮 | 空軍司令員2012年10月 - 2017年9月 | 次代丁來杭 |